# Kelurahan Kedungsari (administrativ by i Indonesien, lat -7,73, long 110,01)
Kelurahan Kedungsari är en administrativ by i Indonesien.   Den ligger i provinsen Jawa Tengah, i den västra delen av landet, 400 km öster om huvudstaden Jakarta.